# Berbericeras
Berbericeras – rodzaj głowonogów z wymarłej podgromady amonitów.
Żył w okresie kredy (turon).